# Amphinemura gressitti
Amphinemura gressitti is een steenvlieg uit de familie beeksteenvliegen (Nemouridae). De wetenschappelijke naam van de soort is voor het eerst geldig gepubliceerd in 1969 door Kawai.